# Владан Божић
Владан Божић (Зауглине, Бајина Башта, 1951.- Београд, 2021) је био српски економиста, редовни професор, продекан, директор Научно-истраживачког центра Економског факултета у Београду.

## Биографија
Рођен у Зауглинама, општина Бајина Башта, 1951. године. Економски факутет је завршио 1971. у Београду као један од три најбоља студента у генерацији. 
Владан Божић је избором за асистента на Економском факултету у Београду 1973. године започео каријеру универзитетског наставника, где је 1995. изабран у звање редовног професора. Изводио је наставу на редовним и последипломским студијама из више научних дисциплина.
Проблематиком физичке дистрибуције и логистике бави се 20 година. Први је студент који је на Универзитету обављао функцију студента продекана, а као професор Економског факултета обављао је функцију продекана за науку и функцију директора Научно-истраживачког центра Економског факултета у мандатном периоду од 4 године.

## Наставни и научни рад
Објавио је већи број научних радова од чега: 5 универзитетских уџбеника, 2 монографије, 32 чланка и 17 реферата на научним скуповима. Учествовао је у изради око 150 истраживачких пројеката, при чему је код 60-ак пројеката био у функцији руководиоца истраживачко-експертских тимова.
Владан Божић је у наставничкм звањима предавао на предметима: Економика саобраћаја, Економика и организација саобраћаја, Маркетинг логистика, Истраживање тржишта. На последипломским студијама изводио наставу из предмета: Управљање физичком дистрибуцијом, Управљање дистрибуцијом, Саобраћај и привредни развој, Организација инфраструктурних система, Управљање простором у туризму, Маркетинг у саобраћају.